# Flemington (New Jersey)
Flemington is een plaats (borough) in de Amerikaanse staat New Jersey, en valt bestuurlijk gezien onder Hunterdon County.

## Demografie
Bij de volkstelling in 2000 werd het aantal inwoners vastgesteld op 4200.
In 2006 is het aantal inwoners door het United States Census Bureau geschat op 4267, een stijging van 67 (1,6%).

## Geografie
Volgens het United States Census Bureau beslaat de plaats een oppervlakte van
2,8 km², geheel bestaande uit land. Flemington ligt op ongeveer 26 m boven zeeniveau.

## Plaatsen in de nabije omgeving
De onderstaande figuur toont nabijgelegen plaatsen in een straal van 16 km rond Flemington.

## Geboren
- Mary Decker (4 augustus 1958), hardloopster
- Kimi Goetz (13 augustus 1994), schaatsster